# Alexander Wilson (Astronom)

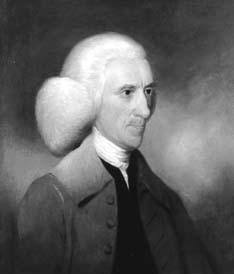

Alexander Wilson (* 1714 in St Andrews; † 18. Oktober 1786 in Glasgow) war ein schottischer Astronom und Mathematiker.
Wilson war zunächst Pharmazeut. Ab 1760 war er Regius Professor für Astronomie an der Universität Glasgow.
Er unternahm 1748 und 1749 mit Thomas Melvill (1726–1753) die ersten bekannten Versuche, die Temperatur höherer Luftschichten zu bestimmen, indem er Thermometer an Drachen befestigte und diese aufsteigen ließ. Später, in den letzten Jahren des 19. und der ersten Hälfte des 20. Jahrhunderts, war der Wetterdrachen neben dem Wetterballon das wichtigste Hilfsmittel, um meteorologische Messgeräte in die freie Atmosphäre zu transportieren.
Wilson entdeckte 1769, dass Sonnenflecken in die Sonnenoberfläche eingesenkt erscheinen, wenn sie sich in der Nähe des Sonnenrandes befinden (Wilson-Effekt). Er schloss daraus, dass Sonnenflecken Teile der Sonne sind und nicht Kleinplaneten oder ähnliche Objekte, die sich vor der Sonne befinden.
Wilson gehörte 1783 zu den Gründungsmitgliedern der Royal Society of Edinburgh. Der Mondkrater Wilson ist nach ihm sowie dem schottischen Physiker Charles Thomson Rees Wilson und dem US-amerikanischen Astronomen Ralph Elmer Wilson benannt.